# Veenmoswantsen
De Dipsocoridae (Veenmoswantsen) zijn een familie van wantsen in de infraorde Dipsocoromorpha. De familie werd voor het eerst wetenschappelijk beschreven door Dohrn in 1859.

## Uiterlijk
De familie bestaat uit soorten die 2 tot 3 millimeter lang worden. Ze hebben een tamelijk afgeplat, langwerpig, donkerbruin lichaam. Net als de bladmoswantsen hebben ze antennes waarvan de eerste twee dik zijn en de laatste segmenten dun en fijn behaard. Ze hebben ocelli en samengestelde ogen en er zijn macroptere (volledig gevleugelde) en brachyptere individuen.

## Voorkomen
De familie is wereldwijd verspreid, maar heeft zijn belangrijkste verspreidingsgebied in de tropen. Daar leven ze meestal op oevers langs stromend water van heldere rivieren, op nat zand, onder stenen. De drie Europese soorten, uit het genus Pachycoleus leven op vochtig mos, met name veenmos. De soorten van het geslacht Cryptostemma bewonen gebieden die regelmatig onder water staan. Ze overleven dan door te ademen uit een luchtbel die
ze in hun beharing vasthouden. Ze jagen op kleine geleedpotigen maar eten ook aas. Het zijn snelle lopers maar als ze gestoord worden reageren ze door op te springen en weg te vliegen of door zich onmiddellijk in te graven in het zand.

## Taxonomie
De familie bevat de volgende geslachten:
- Alpagut Kiyak, 1995
- Cryptostemma Herrich-Schäffer, 1835
- Pachycoleus Fieber, 1860

## In Nederland waargenomen soorten
- Genus: Pachycoleus
  - Pachycoleus pusillimum
  - Pachycoleus pusillimus
  - Pachycoleus waltli